# Ahmad I Paixà Karamanli
Ahmad I Paixà Karamanli (vers 1685-1745) fou el fundador de la dinastia Karamanli de la Regència de Trípoli. Els seus antecedents són poc coneguts. Era d'origen anatòlic, segurament de Karaman, i va servir com a militar a Líbia. L'historiador Ibn Ghalbun l'esmenta com Ahmed ibn Yússuf ibn Muhàmmad ibn Mustafà i apareix també anomenat com Sidi Hamid Karamanli Kuluglu.
El 1710 era amil (governador militar) de les regions de Manshiya i Sahil, quan la província era objecte de lluites polítiques entre els geníssers, els kulughlis i els notables àrabs; Ahmed va retornar l'orde a finals de l'any i va instal·lar un nou governador, Ismail Hodja (23 de novembre) en lloc d'Ibrahim Alayali, obtenint popularitat entre la població local; el 20 de gener de 1711 durant unes hores Hadji Reçeb es va apoderar de Trípoli, però no va obtenir suport i va agafar el poder Mehmed Hüseyin Çavush que va durar fins al 4 de juliol de 1711, en què el kulughli Abu Umays Mahmud va obtenir el poder; llavors amb el suport dels àrabs, i es va apoderar de Trípoli de Líbia (29 de juliol de 1711) agafant el títol de bey o cap de les tropes, que de fet implicava el poder efectiu a la província.
El governador enviat pel sultà, Khalil Pasha (que havia estat governador del 1706 a 1709 i havia estat enderrocat però la Porta l'havia ratificat el 1710 i va retornar a Trípoli amb el nomanement del sultà el 1711), fou executat; també foren assassinat molts oficials i funcionaris turcs; va enviar una delegació al sultà per justificar els seus actes al·legant l'anarquia de la província, i finalment el sultà el va nomenar beglerbegi. Va crear un exèrcit indígena que afavoria la corsa; entre 1713 i 1723 va fer front a revoltes al sud-est de la província, i a la Cirenaica i a Fezzan, però les va combatre i derrotar; el títol de pasha li fou concedit el 1722 i el 1723, ja pacificat el país, va iniciar una era de terror, fent matar notables, opositors o persones de les que desconfiava; entre els assassinats l'historiador Ibn Ghalbun, que li era favorable però havia estat calumniat.
Encara que afavoria la corsa va signar o renovar tractats amb les potències europees especialment Anglaterra i França. Va restaurar les fortificacions de Trípoli i va construir una mesquita i una madrassa.
Es creu que es va suïcidar la nit del 3 al 4 de novembre de 1745. El va succeir el seu fill Muhàmmad o Mehmed I Pasha Karamanli.